# Wilhelm Adolf Schmidt
Wilhelm Adolf Schmidt (Berlino, 26 settembre 1812 – Jena, 10 aprile 1887) è stato uno storico tedesco.

## Biografia
Studiò a Berlino, nel 1839 diventò, sempre a Berlino, docente, e nel 1845 professore. Nel 1851, divenne professore di storia presso l'Università di Zurigo; insegnò per nove anni, presso l'Università di Jena, dove anche morì. Fu membro del Parlamento di Francoforte nel 1848, e del Reichstag tedesco 1874-1876.

## Opere

### Storie tedesche
- Geschichte der Denk- und Glaubensfreiheit im ersten Jahrhundert der Kaiserherrschaft und des Christentums (1847)
- Preussens deutsche Politik (Berlino, 1850)
- Geschichte der preussisch-deutschen Unionsbestrebungen (Berlino, 1851)
- Zeitgenössische Geschichten: I. Frankreich von 1815 bis 1830. II. Oesterreich von 1830 bis 1848 (Berlino, 1859)
- Elsass und Lothringen (Lipsia, 1859 e 1870)
- Geschichte der deutschen Verfassungsfrage während der Befreiungskriege und des Wiener Kongresses (Stuttgart, 1890).

Curò l'8ª edizione di Karl Friedrich Becker, Weltgeschichte, 22 volumi. (Lipsia, 1874–79).

### Altre storie
- Tableaux de la Révolution Française publiés sur les papiers inédits du département de la police secrete de Paris (Lipsia, 1867-1870)
- Pariser Zustände während der Revolutionszeit (Jena, 1874-1876), tradotto in francese da Paul Viollet (Parigi, 1880-1885)
- Das Perikleische Zeitalter (Jena, 1877-1879)
- Handbuch der griechischen Chronologie (Jena, 1888)
- Abhandlungen zur alten Geschichte (Lipsia, 1888).